# Latridopsis
Latridopsis es un género de peces de la familia Latridae. Las especies de este género se encuentran en el suroeste del océano Pacífico y el sureste del océano Índico. Fue descrito por Theodore Gill en 1862.

## Especies
- Latridopsis ciliaris (J. R. Forster, 1801)
- Latridopsis forsteri (Castelnau, 1872)